# 同尾酶
同尾酶（英語：Isocaudomers）是指一组识别序列不同，但切出的粘性末端相同的限制性內切酶。比如限制酶 Mbo I 和 BamH I 就是一对同尾酶：
```
Mbo I 
  N*GATC N
  N CTAG*N
BamH I
  G*GATC C
  C CTAG*G
```

N 代表任意四种核苷酸，表示 Mbo I 酶的切割不依赖于此处的碱基。在切割后，两种酶都生成了相同的四个碱基长度的粘性末端 - GATC。这使得两个DNA片段可以在退火的时候配对起来，再由DNA连接酶连接起来，可以通过这一方法消去DNA序列中的限制性位点，如下面的例子：
```
Not I
 
GC*GGCC GC

 
CG CCGG*CG

Bsp120 I
 
G*GGCC C

 
C CCGG*G
```

在这个例子中，两种酶都生成了四个碱基长度的粘性末端 - CCGG，可以相互配对。在经过连接酶连接之后，会形成如下结果的DNA序列：
```
 
GC
GGCCC

 
GCCCGG
G
```

此时该段序列既无法被 Not I 识别，也无法被 Bsp120 I 识别，此处的限制性位点就被消去了。
同尾酶的其它例子：
| 限制酶                       | 粘性末端  |
| BamHI/BclI/BglII/BstYI/DpnII | 3'...CTAG |
| NcoI/BspHI/FatI/PciI         | 3'...GTAC |
| NdeI/AseI/BfaI/Csp6I/MseI    | 3'...AT   |
| XbaI/AvrII/NheI/SpeI/StyI    | 3'...GATC |
| XhoI/PspXI/SalI              | 3'...AGCT |
| AscI/BssHII/MluI             | 3'...GCGC |